# این دهان بستی دهانی باز شد
«این دهان بستی دهانی باز شد» که بیشتر با نام «مثنوی افشاری» شناخته می‌شود، آوازی است با صدای محمدرضا شجریان، در آواز افشاری، که به درخواست صدا و سیمای جمهوری اسلامی ایران برای ماه رمضان ساخته شد.
اشعار این اثر، از میان ابیات دفتر اول، سوم و پنجم مثنوی معنوی گزینش شده‌اند. نغمهٔ مثنوی، به سبکی ویژه در افشاری نواخته می‌شود که «مثنوی پیچ» نیز می‌نامند و علت آن چرخش‌های تحریری است که در چهار نوبت در درآمد و فرود آواز صورت می‌گیرد.

## شعر آواز
(جملهٔ اول مثنوی افشاری - درآمد)

این دهان ب‍‍ستی دهان‍‍ی باز ش‍‍د

این دهان ب‍‍ستی دهان‍‍ی باز ش‍‍د
تا خورن‍‍ده‌یْ لق‍‍مه‌های راز ش‍‍د
(جملهٔ دوم مثنوی افشاری-جامه‌دران)

لب فروب‍‍ند از طعام و از شراب

لب فروب‍‍ند از طعام و از شراب
سویِ خوانِ آسمانی ک‍‍ن شتاب
(جملهٔ سوم مثنوی افشاری-عراق)

گر تو ای‍‍ن ان‍‍بان ز نان خالی کن‍‍ی
پُر ز گوهرهای اِج‍‍لالی کن‍‍ی
(جملهٔ چهارم مثنوی افشاری-اوج عراق)

طفلِ جان از شیرِ شی‍‍طان باز ک‍‍ن
بعد از آن‍‍َش با مَل‍‍َک اَنباز ک‍‍ن
بعد از آن‍‍ش با مل‍‍ک ان‍‍باز ک‍‍ن
(جملهٔ پنجم مثنوی افشاری-درآمد)

چ‍‍ند خوردی چرب و شی‍‍ری‍‍ن از طعام
امتحان ک‍‍ن چ‍‍ند روزی در صیام
(جملهٔ ششم مثنوی افشاری - جامه‌دران + فرود)

چ‍‍ند شب‌ها خواب را گ‍‍شت‍‍ی اسی‍‍ر
یک شب‍‍ی بی‍‍دار ش‍‍و دول‍‍ت بگی‍‍ر